# 12561 Howard
12561 Howard eller 1998 SX7 är en asteroid i huvudbältet som upptäcktes den 20 september 1998 av Spacewatch vid Kitt Peak-observatoriet. Den är uppkallad efter den amerikanske regissören och skådespelaren Ron Howard.
Den tillhör asteroidgruppen Themis.